# Ruth Wilson
Ruth Wilson (Ashford, 13 januari 1982) is een Britse actrice. Ze is onder meer bekend van haar optredens in de sitcom Suburban Shootout, als Jane Eyre in de gelijknamige miniserie uit 2006 en als Alice Morgan in de psychologische misdaadserie Luther sinds 2010. Ze is ook te zien in de film Anna Karenina uit 2012 en in de films The Lone Ranger en Saving Mr. Banks, beide uit 2013.
Wilson is een tweevoudige Laurence Olivier Award-winnaar en ze werd genomineerd voor een BAFTA Award, een Golden Globe en een Satellite Award voor beste actrice in een miniserie voor haar rol in Jane Eyre en ze werd genomineerd voor een Satellite Award voor haar rol in Luther. Ze heeft een Golden Globe gewonnen voor haar rol als Alison Bailey in de serie The Affair.

## Biografie en carrière
Wilson werd geboren in Ashford in het graafschap Surrey. Haar moeder is een reclasseringsambtenaar en haar vader een investeringsbankier. Ze heeft drie oudere broers en ze is een kleindochter van de schrijver en MI6-officier Alexander Wilson. Wilson groeide op in Shepperton. Ze ging op school in de Notre Dame School in Cobham, de Esher College in Thames Ditton en ze studeerde af aan de universiteit van Nottingham waar ze geschiedenis studeerde. Tijdens haar studententijd werkte ze als model. In 2005 studeerde ze af aan de toneelschool London Academy of Music and Dramatic Art.
Wilson staat regelmatig op de planken in het theater. Ze speelde in het stuk de Philistines van Maksim Gorki, A Streetcar Named Desire van Tennessee Williams, Through a Glass Darkly, naar Ingmar Bergmans Als in een donkere spiegel en in 2012 speelde ze de titelrol in het stuk Anna Christie van Eugene O'Neill.
Wilson was in 2006 te zien in de sitcom Suburban Shootout. Datzelfde jaar speelde ze de hoofdrol in de vierdelig televisieserie Jane Eyre die uitgezonden werd op BBC One. In 2007 speelde ze een tweede seizoen in Suburban Shootout, waarna de serie van het scherm verdween. Verder was ze te zien in de televisiefilms Capturing Mary en Small Island en was ze te zien in de miniserie The Prisoner uit 2009. Sinds 2010 speelt ze de psychopate Alice Morgan in de misdaadserie Luther.
In 2012 speelde ze de rol van prinses Betsy Tverskoy in de bioscoopfilm Anna Karenina van regisseur Joe Wright en in 2013 was ze te zien in de films The Lone Ranger en Saving Mr. Banks.
In 2016 en 2017 vertolkte ze de titelrol in Hedda Gabler van Henrik Ibsen, in een regie van Ivo van Hove.
Sinds 3 november 2019 is Wilson te zien in de BBC-series His Dark Materials , ze speelt het karakter Marisa Coulter eerder vertolkt door Nicole Kidman in de 2007 verfilming van dezelfde boekenreeks.

## Filmografie

### Televisieserie en televisiefilm
- 2003 : Time Commanders — haarzelf
- 2006 : Suburban Shootout — Jewel Diamond
- 2006 : Jane Eyre — Jane Eyre
- 2007 : Agatha Christie's Marple — Georgina Barrow
- 2007 : Capturing Mary — Young Mary
- 2007 : A Real Summer — Mary/Geraldine
- 2008 : Freezing — Alison Fennel
- 2009 : The Prisoner — N° 313
- 2009 : Small Island — Queenie
- 2010-2019 : Luther — Alice Morgan
- 2014-2019 : The Affair — Alison Bailey
- 2018 : Mrs. Wilson — Allison Wilson
- 2019 : His Dark Materials — Marisa Coulter
- 2023 : The Woman in the Wall — Lorna Brady
- 2024 :  A very British Scandal (Emily Mailtis - BBC journalist from Newsnight interviewing Prins Andrew on Jeffrey Epstein - Sex scandal allegations)

### Film
- 2012 : Anna Karenina — Prinses Betsy Tverskoy
- 2013 : The Lone Ranger — Rebecca Reid
- 2013 : Saving Mr. Banks — Margaret Goff
- 2014 : Suite française — Madeleine Labarie
- 2016 : I Am the Pretty Thing That Lives in the House — Lily (Netflix)
- 2017 : How to Talk to Girls at Parties — PT Stella
- 2017 : Dark River — Alice
- 2018 : The Little Stranger — Caroline Aryes

## Theater
- 2007 : Philistines van Maksim Gorki (Royal National Theatre) — Tanya
- 2009 : A Streetcar Named Desire van Tennessee Williams (Donmar Warehouse) — Stella Kovalski
- 2010 : Through a Glass Darkly, naar Ingmar Bergmans Als in een donkere spiegel (Almeida Theatre) — Karin
- 2012 : Anna Christie van Eugene O'Neill (Donmar Warehouse) — Anna Christie
- 2017 : Hedda Gabler van Henrik Ibsen - Hedda
- 2022 : La Voix humaine toneelstuk van Jean Cocteau (Harold Pinter Theater)

- Bibsys: 8019782
- Biblioteca Nacional de España: XX5322978
- Bibliothèque nationale de France: cb16718278t (data)
- Gemeinsame Normdatei: 1041342551
- International Standard Name Identifier: 0000 0000 5176 1951
- Library of Congress Control Number: nr2007012510
- Nationale Bibliotheek van Tsjechië: xx0306417
- Nationale Bibliotheek van Israël: 987007319734705171
- Nederlandse Thesaurus van Auteursnamen: 345881389
- Système universitaire de documentation: 162184433
- Virtual International Authority File: 56577770
- WorldCat: E39PBJjT3xkR4p8vRKqrbJGyh3